# بامونان (فلم)
بامونان (بالفرنسية: Bamunan) هو فيلم درامي صدر عام 1990 من إخراج فلابا عيسى تراوري.

## القصّة
ينقلُ الفيلم مشاهد الحياة اليومية في قرية ريفية بمالي حيثُ يُصوّر موسم الحصاد وحياة الأطفال في القرية والأعراس وقضايا السرقة وما يتبعها من تدخلٍ للشرطة وغير ذلك. يتتبعُ الفيلم كذلك حياة شخصٍ مُصابٍ بالبرص وهو ما يتسبب في احتقار باقي سكّان القرية له، لكنّه يُشفى في وقتٍ لاحق ويعود للقرية – بعدما غادبها صوب المدينة – للعيشِ بسعادةٍ وسط شعبه.

## الجوائز
حصلت الممثلة مارياتو كوياتي على جائزة أفضل ممثلة خلال حفل المهرجان الأفريقي للسينما والتلفزيون في مدينة واغادوغو ببوركينا فاسو عام 1991.

## روابط خارجية
- صفحة الفيلم على IMDb
- بامونان في الثقافات الأفريقية.
- بامونان في الفهرس الكامل للفيلم العالمي